# Laguna de Guatavita
Die Laguna de Guatavita (Lagune von Guatavita) ist mit 19,8 ha Fläche ein kleiner Bergsee nordöstlich von Bogotá. Der See liegt in über 3000 m Höhe im Bergland von Cundinamarca auf dem Gebiet der Gemeinde Sesquilé. Sie wurde aufgrund des Eldorado-Mythos berühmt.

## Muisca und Eldorado
Der Guatavita-See war der meist verehrte der fünf heiligen Seen der Muisca, die alle von Schlangengottheiten bewohnt sein sollten. Die Muisca waren ein Indianervolk im heutigen Kolumbien. Nach einer alten Indianerlegende entstand der kraterförmige See, nachdem ein gewaltiger Stein (Meteor) vom Himmel stürzte und sich durch die Erde bohrte.
Guatavita war vermutlich Schauplatz der Eldorado-Sage (siehe dort „Legende“). Unbekannt ist jedoch, wie viel davon wahr und was erfunden ist.

## Goldfunde
Auf dem Grund des Sees wurden bereits Goldartefakte gefunden, jedoch nicht so viele, wie nach den Legenden vermutet wurde. Zu den Artefakten zählen u. a. Tunjos, die auch in anderen Seen entdeckt wurden, Münzen, Smaragde, Kultobjekte und goldene Nasenringe aus dem 7. Jahrhundert.

## Versuche, den See trockenzulegen
1545 nutzten die Spanier Lázaro Fonte und Hernán Perez de Quesada, der Bruder von Gonzalo Jiménez de Quesada, die damalige Trockenzeit und schöpften in nur drei Monaten mit Kürbisschalen das Wasser ab. Der Wasserspiegel fiel um 3 m und gab Goldgegenstände und Goldmünzen im Wert von 3000 bis 4000 Pesos frei.
1580 versuchte der spanische Kaufmann Antonio de Sepúlveda den See trockenzulegen. Zusammen mit ca. 8.000 Indianern wollte er das Ufer „aufschneiden“ und das Wasser ableiten, doch nachdem der Wasserspiegel um etwa 20 m fiel, stürzten die Wände des tiefen Grabens ein und blockierten den Abflusskanal. Dabei starben Hunderte der indianischen Arbeiter. Das Projekt musste darauf beendet werden. Antonio de Sepúlveda entdeckte einige Goldgegenstände, wie Scheiben oder Symbole von Gottheiten, und Smaragde.
José Ignacio Paris (Don „Pepe“ Paris), ein Freund von Simón Bolívar, versuchte in den 1820er-Jahren ähnlich wie Antonio de Sepulveda durch einen Abfluss den See trockenzulegen, doch das Unternehmen scheiterte an den schlechten Ausgrabearbeiten und den fehlenden Mitteln.
Der britische Unternehmer Hartley Knowles schaffte es 1898 mit einem Tunnelbau das Wasser zur Gänze abzulassen, doch der freigelegte Seeboden war mit einer meterdicken Schlammschicht bedeckt, die nicht zu betreten war. Am nächsten Tag versuchte man den Schlamm mit Schaufeln zu beseitigen, doch die Sonne härtete den Schlammboden. Kurz darauf blockierte der Schlamm den Tunnel und der See füllte sich wieder mit Wasser. Hartley Knowles entdeckte einige Objekte im Wert von ca. 500 Pfund.
1965 erklärte die kolumbianische Regierung den Bergsee Guatavita zu einem nationalen Erbe und beendete damit alle Versuche, den See trockenzulegen.